# 准完全数
准完全数（英語：quasi-perfect number），又稱准完美數或准完備數，是一些特殊的自然数：它所有的非平凡因子（即除了1和自身以外的约数）的和，恰好等於它本身。准完全数是豐數。
目前尚未找到准完全数，若准完全数存在，必定是一個奇數的平方數，數值大於1035+1，而且至少有7個不同的質因數。